# Agrilus kaluganus
Agrilus kaluganus är en skalbaggsart som beskrevs av Jan Obenberger 1940. Agrilus kaluganus ingår i släktet Agrilus, och familjen praktbaggar. Arten har ej påträffats i Sverige.